# 索拉科塔湖
16°11′S 68°21′W / 16.183°S 68.350°W
索拉科塔湖（Sura Quta），是玻利維亞的湖泊，位於該國西部拉巴斯省的洛斯安地斯省，處於泰皮查卡科塔湖東北面的玻利維亞瑞阿爾山脈地區，長1.77公里、寬0.7公里，海拔高度約4,491米。